# José Ferreiro
José Ferreiro Pardiñas (Cabana de Bergantiños, 1947 - 21 de febrero de 2008) fue un político español, alcalde de Cesuras desde noviembre de 1975 hasta su fallecimiento el 21 de febrero de 2008.
Estuvo casado y fue padre de dos hijos, ha sido nombrado alcalde de Cesuras en noviembre de 1975, cargo que revalidó en las sucesivas elecciones municipales y que compatibilizó con su profesión de ingeniero técnico agrícola hasta que en el 2000 se acogió a la dedicación exclusiva. Permaneció a tres partidos políticos: Unión de Centro Democrático hasta 1983, Centro Democrático y Social (1983-1991) y Partido Popular de Galicia.
Falleció tras un cáncer el 21 de febrero de 2008 en Cesuras, A Coruña (España).